# アイン・ディアブ・サーキット

コースレイアウト

アイン・ディアブ・サーキット（Ain Diab Circuit, アラビア語: دارة عين الدياب; dārat ‘ayn ad-diyāb）は1958年にF1モロッコGPを開催したサーキット。
アフリカ北西部、モロッコの都市カサブランカ郊外に作られた高速市街地コース。カサブランカと同国の都市アゼムールを結ぶ幹線道路と地中海沿いの道路を結んだ、全長7.618kmのコースである。この市街地コースでF1のレースが開催されたのは1回のみである。